# Рэймонд, Лукас
Лу́кас Аксель Луис Рэ́ймонд (швед. Lucas Axel Louis Raymond, род. 28 марта 2002, Гётеборг) — шведский хоккеист, нападающий клуба «Детройт Ред Уингз», выступающего в НХЛ.

## Карьера

### В клубе
Дебютировал в Шведской хоккейной лиге 4 октября 2018 года, став первым игроком 2002 года рождения. Первую шайбу забросил в ворота «Шеллефтео» 28 декабря. На драфте НХЛ 2020 года был выбран в 1-м раунде под общим 4-м номером клубом «Детройт Ред Уингз». 17 апреля 2021 года подписал с командой трёхлетний контракт новичка.
24 октября 2021 года в матче с «Чикаго Блэкхокс» оформил первый в карьере хет-трик, а «Ред Уингз» выиграли матч со счётом 6:3.

### В сборной
В 2018 году стал серебряным призёром Кубка Глинки / Гретцки и бронзовым призёром Мирового кубка вызова. На домашнем юниорском чемпионате мира 2019 года в составе сборной Швеции провёл 7 матчей и забросил 4 шайбы, в том числе сделав хет-трик в финале против сборной России. Швеция победила в овертайме со счётом 4:3 и впервые в истории стала чемпионом мира среди юниоров.